# کاروانسرای ریوند
کاروانسرای ریوند مربوط به دوره صفوی است و در شهرستان داورزن، روستای ریوند واقع شده و این اثر در تاریخ ۲۵ شهریور ۱۳۶۳ با شمارهٔ ثبت ۱۶۶۲ به‌عنوان یکی از آثار ملی ایران به ثبت رسیده است.